# Função social do contrato

## Contrato
O Contrato é uma espécie de negócio jurídico aperfeiçoado por meio da manifestação de vontade das partes, seja de forma unilateral, bilateral ou plurilateral com a finalidade de  adquirir, resguardar, transferir, conservar, modificar ou extinguir direito, sendo limitado por meio da função social do contrato.

## Função Social do Contrato (conceito)
A Função Social do contrato está inserido no momento em que é celebrado a relação jurídica entre duas ou mais pessoas criando direitos e obrigações. Segundo Carlos Roberto Gonçalves pode ser visto como “princípio moderno a ser observado pelo intérprete na aplicação dos contratos. Aliado  aos princípios tradicionais, como o da autonomia da vontade e da obrigatoriedade, muitas vezes impedindo que estes prevaleçam.”
Assim, a função social é como uma forma limitadora da autonomia da vontade, impedindo que tal autonomia esteja em confronto com o interesse social. É uma forma de intervenção estatal na confecção e interpretação dos instrumentos contratuais, para que esses tenham além da função de promover os interesses dos contratantes, importância para toda a sociedade.

## Origem
A função social do contrato surgiu como uma das inovações do Código Civil de 2002 passando a ter uma preocupação mais aguçada com os aspectos sociais e a função exercida pelo instituto contratual. Os contratos são de indispensável utilidade atualmente, pois grande parte da dinâmica jurídica se realiza através deles.
Foi visando uma maior sustentação de prioridades constitucionais como igualdade, dignidade e livre iniciativa por exemplo, e também atendendo a novas necessidades sociais, o código de 2002 trouxe à jurisprudência normas contratuais mais claras, objetivas e restritas do que as do código civil de 1916. A introdução de novos mecanismos que trata da função social dos contratos e o da boa-fé objetiva vieram para auxiliar a aplicação do direito contratual.
Não obstante, mesmo a função social sendo positivada como cláusula geral apenas em 2002 a preocupação e o interesse pela funcionalidade social sempre existiram no cenário jurídico. Antes da regularização destas normas, a socialidade e a funcionalidade dos contratos eram apenas ideias peculiarmente liberais.
Em palavras do doutrinador Carlos Roberto Gonçalves, a função social tem como principal função limitar a autonomia da vontade. Historicamente, o direito contratual permitia uma expansão muito grande da vontade das partes, fazendo com que estes possam enquadrar o contrato dentro de suas próprias concepções. Sendo assim, cada um impunha sua vontade de forma exasperada e não se limitavam a outras normas.
A liberdade contratual da época tinha origem iluminista e liberal, pensamentos fielmente reproduzidos no Código Civil de Beviláqua. Com a entrada em vigor do Código Civil de 2002 esta tão ampla liberdade contratual foi devidamente regulamentada pelos legisladores e integrantes das devidas Comissões de Constituição e Justiça (CCJ) de cada casa legislativa (Senado Federal e Câmara de Deputados).

## Função Social de 1916
Historicamente, o direito contratual buscava dar uma total e absoluta liberdade ás partes para que pudessem auto definir as cláusulas e a forma como queriam realizar o contrato. Este pensando tem berço iluminista e tinha a intenção de garantir facilidades ás partes. Contudo acabava ferindo vários outros direitos, alguns até prioritários, pois este instituto era precariamente regulamentado. O código civil francês por exemplo, posteriormente foi compatibilizado ao liberalismo econômico, que por sua parte defendia uma política que norteava a um estado não intervencionista.
O código civil de 1916 de Clóvis Beviláqua foi gerado dentro deste quadro iluminista e liberal, e seguindo fielmente estes pensamentos é que ele foi formado. Na seara contratual, a liberdade e a autonomia da vontade eram plenamente garantidas e as partes se vinculavam sob suas próprias condições.

## Função Social no código de 2002
O novo Código Civil Brasileiro trouxe consigo o artigo 421 com a seguinte disposição: "A liberdade de contratar será exercida em razão e nos limites da função social do contrato". Conforme Carlos Roberto Gonçalves: " A concepção social do contrato apresenta-se, modernamente, como um dos pilares da teoria contratual. Por identidade dialética guarda intimidade com o principio da função social da propriedade previsto na Constituição Federal. Tem por escopo promover a realização de uma justiça comutativa, aplainando as desigualdades substanciais entre os contratantes´´. Sendo a principal fonte do país a função social dos contratos  tem como objetivo limitar a autonomia da vontade, pois caso ela entre em confronto com o interesse social, este deve prevalecer.
Autonomia da vontade é o poder das partes de estipular livremente, a disciplina de seus interesses. O Principio envolve, além da liberdade de criação do contrato, a liberdade de contratar ou não, é regida pelos bons costumes e pela revisão judicial dos contratos(1),
Conforme explica Humberto Theodoro Júnior (2004, p. 6), “A função social do contrato consiste em abordar a liberdade contratual em seus reflexos sobre a sociedade (terceiros) e não apenas no campo das relações entre partes que estipulam (contratantes).
Pode-se afirmar que o atendimento à função social pode ser enfocado sobre o aspecto individual e público ou segundo Humberto Theodoro Junior de maneira intrínseco, associado aos contratantes que dispõe do contrato para solucionar os seus interesses próprios ou de maneira extrínseco, relacionado ao interesse da coletividade sobre o contrato. Dessa foma,  a função social do  contrato somente terá efetivado sua finalidade  quando ostentar equilíbrio social.  Para Calixto Salomão é necessário para a aplicação da função social do contrato " a individualização de cada uma das obrigações do contrato e a verificação d de sua compatibilidade com o conceito supra definido, como requisito de eficácia da obrigação principal, perante terceiros e entre as partes."
A não observação da função social do contrato pode levar a nulidade ou a anulabilidade do contrato, podendo ser usada como cláusula geral, o juiz poderá  em cada caso concreto observar se ouve a violação ao princípio, podendo o juiz declarar nula a cláusula contratual ou o próprio contrato, bem como condenar à indenização a parte que o violou, sendo também conciliada com a probidade e a boa-fé objetiva, terá aplicabilidade em casos como: desconsideração da personalidade jurídica artigo 50; estado de perigo artigo 156 ; lesão artigo 157; contrato de adesão artigo 424; resilição unilateral do contrato § único do artigo 473 ; enriquecimento sem causa artigo 884; outros.

## Função Social da Propriedade
A função social da propriedade é um conceito construído ao longo das décadas para definir a utilidade social de um determinado local, no caso, uma propriedade privada ou não (no caso de empesas), além da classificação “urbana” ou “rural”. A propriedade é um direito absoluto, estabelecido no texto constitucional brasileiro desde que atenda a sua função social.

#### Da fundamentação legal
A função social da propriedade tem previsão legal no artigo 186 da Constituição Federal de 1988 que preceitua:
“A função social é cumprida quando a propriedade rural atende, simultaneamente, segundo critérios e graus de exigência estabelecidos em lei, aos seguintes requisitos:
I – aproveitamento racional e adequado;
II – utilização adequada dos recursos naturais disponíveis e preservação do meio       ambiente;
III – observância das disposições que regulam as relações de trabalho;
IV – exploração que favoreça o bem-estar dos proprietários e dos trabalhadores”.
Também, o artigo 5°, XXII da Constituição traz a seguinte redação: é garantido o direito de propriedade. Isto torna a propriedade um direito fundamental a todo cidadão, além de cláusula pétrea de efeito imediato, não podendo ser alterada ou revogada. Entretanto, a mesma Constituição limita este direito ao normatizar a perda da propriedade caso esta não cumpra a função social para a qual foi destinada como meio de pagamento mediante titulo.
Esta desapropriação esta prevista na Constituição nos arts. 182 (da politica urbana) e 184 (da politica agrícola e fundiária e da reforma agraria) para o caso de propriedade rural.  Além destas, existem outras normas que interferem com a propriedade mediante previsões especiais (artigo 5º  XXIV a XXX; 170, II e III; 176; 177; 178; 182; 183; 184; 185; 191 e 222, todos da Constituição Federal de 1988).

## Fundamentos da Função Social do contrato
A função social do Contrato encontra fundamento na Constituição Federal de 1988, no princípio da solidariedade e na afirmação do valor social da livre iniciativa, cabendo ao Código Civil, enquanto legislação infraconstitucional consolidar a funcionalização do contrato de forma a não causar efeitos negativos no contexto social e garantir a sua aplicabilidade a todo e qualquer tipo de contrato.
Ao estar respaldada pelo princípio constitucional da solidariedade, a função social exige um regime de cooperação não apenas entre os contratantes, mas também de terceiros cuja obrigação varia conforme a sua posição nos efeitos externos do contrato, de forma a garantir o seu adimplemento, uma vez que a sua existência seja conhecida pelas pessoas envolvidas.
Em relação aos fundamentos da função social do contrato, Pablo Stolze Gagliano destaca a intenção do legislador de caracterizar a função social como um preceito de ordem pública. Ao utilizar a expressão “nenhuma convenção”, no parágrafo único do artigo 2035 do Código Civil, o legislador impõe uma obrigatoriedade de todos os negócios jurídicos.

## Função Social e o princípio da Liberdade Contratual
Antes de tecer sobre o tema, é importante ressaltar algumas considerações feitas por doutrinadores em relação ao texto normativo do artigo 421 do Código Civil, que trata da função social dos contratos.
Segundo defende Arnoldo Wald, o princípio da autonomia revela duas formas diferentes, ou seja, a liberdade de contratar e a liberdade contratual, diferenciando os dois institutos:
“Liberdade de contratar” é a faculdade de realizar ou não determinado contrato, enquanto “liberdade contratual” é a capacidade de estabelecer o conteúdo do contrato. A primeira se refere à possibilidade de realizar ou não um negócio, enquanto a segunda importa na fixação das modalidades de sua realização.
Tecida esta pequena digressão inicial, a liberdade contratual refere-se ao momento das partes discutirem os seus interesses e disporem as cláusulas contratuais, na busca do equilíbrio das desigualdades das partes, da ponderação para que não haja injustiças.
Tem-se, então, que a função social do contrato tem o dever de limitar a autonomia contratual, com a finalidade, também, de evitar que a liberdade contratual seja exercida de maneira abusiva, garantindo, dessa forma, o equilíbrio entre os contratantes e que o contrato atinja aos interesses sociais, sem prejudicar a coletividade.